# Чаушеску, Илие
Илие Чаушеску (рум. Ilie Ceaușescu; 8 июня 1926, Скорничешти, жудец Олт — 1 октября 2002, Бухарест) — румынский военный и политический деятель, младший брат Николае Чаушеску. Член ЦК РКП, заместитель министра обороны СРР в 1983—1989. При правлении старшего брата играл видную роль в системе военной пропаганды. Во время Румынской революции несколько часов пытался исполнять обязанности министра обороны, после чего был арестован, но вскоре освобождён. В послереволюционной Румынии отошёл от общественно-политической жизни.

## Брат-коммунист
Родился в многодетной крестьянской семье. Одним из старших братьев Илие Чаушеску был Николае Чаушеску, будущий коммунистический диктатор Румынии. Окончил семь классов начальной школы. В 1942 безуспешно пытался устроиться работать на военный завод в Бухаресте. Вернулся в деревню, занимался сельскохозяйственными работами на семейном участке.
В 1946 Илие Чаушеску вступил в правящую Румынскую компартию (Николае Чаушеску к тому времени состоял в ЦК РКП и возглавлял армейское политуправление). Работал кассиром в потребкооперации, параллельно активно занимался партийной агитацией.

## Генерал-историк

### Карьера
В 1952 Илие Чаушеску был направлен в военно-политическое училище. С 1954 по 1959 преподавал (не имея законченного среднего образования) политэкономию в военном училище, прослушал курсы Военной академии. В 1963 получил диплом истфака Бухарестского университета, в 1969 — научную степень по истории. Окончил также аспирантуру по английскому языку.

Огонь желания учиться вдруг прорвался у него.

В 1959 Илие Чаушеску был зачислен инструктором в аппарат РКП. С 1965, когда его старший брат стал генеральным секретарём ЦК — функционер министерства обороны СРР. Курировал в аппарате военной пропаганды преподавание военной истории, возглавлял профильный институт. С 1975 — начальник организационного управления армейского Высшего политического совета и политического отдела министерства. В 1980 Илие Чаушеску был кооптирован в состав ЦК РКП.
С апреля 1983 Илие Чаушеску — заместитель министра обороны СРР Константина Олтяну, с 1985 — Василе Мили. В декабре 1982 ему было присвоено звание генерал-лейтенанта.

### Идеология
Илие Чаушеску считался в стране «историком номер 1». Но, несмотря на родство с генсеком-президентом, членство в центральном партийном органе, высокую правительственную должность и генеральское звание, Илие Чаушеску не играл ведущей роли ни в политике, ни в вооружённых силах. Елена Чаушеску старалась ограничивать его контакты со своим мужем. 
Функции генерала Чаушеску в основном сводились к курированию исторической политики в армии СРР. Он продвигал концепции националистического характера (протохронизм), характерные для официальной идеологии «золотой эпохи Чаушеску»: румынская нация характеризовалась как этнически цельная, духовно устойчивая и не подверженная чьему-либо влиянию («миф о непрерывности даков»), румынская государственная традиция трактовалась как тысячелетняя (хотя «неорганизованная»), румынское оружие прославлялось как непобедимое.

### Бизнес
Кроме того, Илие Чаушеску участвовал в коммерческих операциях по продаже в США советских военных технологий, получаемых СРР в рамках Организации Варшавского договора. При его участии в распоряжение Пентагона были проданы модели ЗСУ Шилка, мобильных ракетных установок и радиолокационных систем. В рамках секретной программы ЦРУ румынские военные и партийные руководители получили за эти услуги более 40 миллионов долларов, причём около 20 % оказались на зарубежных банковских счетах, контролируемых семейством Чаушеску.

Это была сквозная коррупция. Без всякой идеологической дискриминации.

## «Министр на три часа»
16 декабря 1989 волнениями в Тимишоаре началась Румынская революция. 20 декабря Илие Чаушеску прибыл в Тимишоару. Он изложил официальную позицию РКП относительно «подавления беспорядков, спровоцированных с Запада и с Востока» и уже через два часа отбыл обратно в Бухарест.
22 декабря стало известно о самоубийстве министра обороны Василе Мили. Около 10.15 Илие Чаушеску занял министерский кабинет и позиционировался как новый министр. Он распорядился пригласить для беседы представителя ОВД, военных атташе СССР и КНР. В телефонограмме, помеченной 11.30, генерал-лейтенант Илие Чаушеску распорядился всем воинским частям рассматривать себя в состоянии боевых действий и действовать «соответственно необходимости» В разговоре с советским представителем он заявил, что Румыния решит свои проблемы без вмешательства извне и предсказал скорое создание нового правительства. Однако эти заявления не вызвали у собеседников энтузиазма. С китайским представителем встреча не состоялась.

Илие Чаушеску был похож на льва в клетке… «Советам нужна голова моего брата», — говорил он военным.

В половину второго дня — когда стало известно о бегстве из столицы Николае и Елены Чаушеску — в здание министерства обороны прибыл генерал Виктор Стэнкулеску, взявший на себя министерские функции как представитель Фронта национального спасения. По согласованию с Петре Романом он распорядился арестовать Илие Чаушеску и разослал собственные телефонограммы с приказами обратного характера — об отводе войск в казармы.

## После революции
В январе 1990 Илие Чаушеску уволен в запас и привлечён к суду по его роли в декабрьских событиях. Он подозревался в отдаче приказа о вооружённом подавлении демонстраций в Клуж-Напоке. Сам он категорически отвергал все обвинения, заявлял, что «ничего не сделал и не отдал никакого приказа».
Вину за кровопролитие в Клуже возлагал на генерала Юлиана Топличану и министра обороны Милю. Наиболее же серьёзные обвинения — по убийствам в Тимишоаре — он выдвигал против Стэнкулеску, вскоре ставшего министром обороны. По словам Илие Чаушеску, Стэнкулеску был единственным генералом, добровольно отправившимся в Тимишоару на подавление восстания. Кроме того, Чаушеску утверждал, будто его старший брат намеревался отказаться от власти в марте 1990 года и не планировал в наследники Нику Чаушеску (чему нет каких-либо подтверждений).
Суд не усмотрел ответственности Илие Чаушеску. Он был освобождён и последние тринадцать лет прожил частной жизнью, избегая публичности. 
Скончался 1 октября 2002 года в возрасте 76 лет. Похоронен на кладбище Генча.